# 肯·卡米尼堤
肯尼斯·基恩·卡米尼堤（英語：Kenneth Gene Caminiti，1963年4月21日—2004年10月10日），為美國職棒大聯盟的三壘手。生涯曾效力過太空人、教士、遊騎兵與勇士等隊。他是1996年的國聯MVP得主，也是教士隊名人堂的一員。不過他在2004年因吸食古柯鹼和海洛因過量去世，享年僅41歲。在2024年入選為太空人隊名人堂的成員。

## 職業生涯
1984年大聯盟選秀，太空人在第三輪選進卡米尼堤。他在1985年進入1A，隔年升上2A。1987年，他入選小聯盟的全明星賽，還在年底參加波多黎各冬季聯盟。

### 休士頓太空人
1987年7月16日，卡米尼堤從2A直升大聯盟。他在初登板就敲出一支三壘安打和一支全壘打，並順利跑回致勝分。而卡米尼堤也獲得51場先發的機會，不過他在隔年球季被Denny Walling取代先發位置，讓他回到了小聯盟。雖然Walling之後受傷，但球隊並未選擇拉上卡米尼堤，而是交易來老將三壘手巴迪·貝爾。結果貝爾到了太空人沒多久也受傷，最後他只能防守一壘，而卡米尼堤也獲得三壘先發機會。然而卡米尼堤的打擊率只有1成76，他也在3週後遭到下放。整季他的打擊率只有1成81。1989年，球隊宣布卡米尼堤將擔任開幕戰先發三壘手。雖然他在太空人期間大小傷勢不斷，不過他1989到1994年間平均能繳出2成63的打擊率，並敲出12轟與69分打點的數據。1994年，卡米尼堤在罷工球季敲出生涯新高的18轟，也讓他順利入選明星賽。

### 聖地牙哥教士
1994年球季結束後，太空人發動一場12人的大交易，太空人將卡米尼堤、羅柏托·佩塔吉尼、史蒂夫·芬利、Andújar Cedeño、Brian Williams和一名日後指定球員交易到教士，換來菲爾·普蘭提爾、Derek Bell、Doug Brocail、Ricky Gutiérrez、Pedro Martínez和Craig Shipley。1995年，卡米尼堤繳出3成02的打擊率，並敲出26轟與94分打點，並成功拿下生涯首座金手套獎。而卡米尼堤也成為大聯盟首位連續3場比賽都以左右打身分開轟的球員。1996年，他的打擊率為3成26，並敲出40轟與130分打點，3項數據都寫下個人新高。雖然他在分區賽敲出3支全壘打，但球隊還是被紅雀橫掃淘汰。這年他第二次入選明星賽，並拿下國聯MVP。1997年，卡米尼堤的打擊率稍微降到2成90，並敲出26轟與90分打點。他在這年成為國聯明星賽先發三壘手，且拿下第三座金手套獎。1998年，他的打擊率為2成52。而教士也在這年重返世界大賽，但在單季114勝的洋基面前遭到對方4連勝橫掃出局。

### 重返休士頓之後
球季結束後，卡米尼堤成為自由球員。而教士不打算續簽這名MVP選手，因此他最終回到太空人。他在太空人兩年期間因傷只出賽137場比賽，2000年6月更是提前報銷。2001年，他以一年325萬美元加盟遊騎兵。他在前3個月只繳出2成32的打擊率，最後他請求球隊將他釋出。7月5日，勇士在奇伯·瓊斯受傷的情況簽下卡米尼堤。雖然勇士想要倚靠卡米尼堤的進攻能力，但他只有2成22的打擊率，另僅敲出6轟。

## 生涯打擊成績
| 出賽次數 | 打席 | 打數 | 得分 | 安打 | 二安 | 三安 | 全壘打 | 打點 | 盜壘 | 保送 | 三振 | 打擊率 | 上壘率 | 長打率 | OPS  |
| -------- | ---- | ---- | ---- | ---- | ---- | ---- | ------ | ---- | ---- | ---- | ---- | ------ | ------ | ------ | ---- |
| 1760     | 7128 | 6288 | 894  | 1710 | 348  | 17   | 239    | 983  | 88   | 727  | 1163 | .272   | .347   | .447   | .794 |

## 個人生活
卡米尼堤在1987年結婚，並育有3名女兒。他在2016年入選教士隊名人堂。而在2024年也入選太空人隊名人堂。

## 去世
卡米尼堤在職棒生涯期間一直都有毒癮的問題，他甚至承認他在1994年陷入酒癮和毒癮，並在2000年進入復健中心。他在退休後一年也承認自己從1996年的MVP賽季後都有吸食毒品來強化自己的表現。
2001年，卡米尼堤因為吸食古柯鹼而遭到逮捕。2003年2月，他在一次檢測中隊古柯鹼產生陽性反應。
2004年10月5日，卡米尼堤承認他違反了緩刑規定。他在一個月前就被檢測出有毒品反應，因此遭到判處拘役180天。
同年10月10日，卡米尼堤被發現倒在紐約布朗克斯公寓的地板上。3點36分，有人在卡米尼堤心臟驟停時撥打911電話。他在下午6點45分去世，原本他的死因被斷定為心臟病。不過後來透過驗屍發現卡米尼堤是因為古柯鹼和鴉片吸食過量導致中毒死亡。然而飾演過超人的演員克里斯多福·李維也在同一天去世，因此卡米尼堤去世的新聞幾乎都被李維去世的新聞給壓了下來。

## 外部連結
- 球員資訊和成績在MLB，ESPN，Baseball-Reference，Fangraphs（英文）
- 肯·卡米尼堤在台灣棒球維基館上的頁面（繁體中文）

| 奖项与成就       | 奖项与成就                     | 奖项与成就       |
| ---------------- | ------------------------------ | ---------------- |
| 前任： 山米·索沙 | 國聯單月最佳球員 1996年8月–9月 | 繼任： 賴瑞·沃克 |